# Claude de Lorraine
Pour les articles homonymes, voir Claude de Lorraine (homonymie).
Claude de Lorraine ou Claude de Guise, né le 20 octobre 1496 à Condé (aujourd'hui Custines), en Lorraine et mort le 12 avril 1550 à Joinville, en Champagne, comte (1508), puis duc d'Aumale (1547), comte (1520) puis duc de Guise (1528), est un militaire français. Il est le premier duc de Guise et le fondateur de la maison de Guise. Il est également le frère du cardinal de Lorraine, principal favori du roi François Ier.

## Biographie

### Prince de Lorraine
Fils puîné de René II, duc de Lorraine et de Philippe de Gueldre, le prince Claude de Lorraine est né au château de Condé, aujourd'hui situé à Custines. Son éducation est confiée à Thomas de Pfaffenhofen et à Euvrard de Dommartin, bailli des Vosges.
Le duc René meurt alors que Claude n'a que douze ans. Cadet, il reçoit les possessions françaises de son père.
Il devient alors seigneur de Guise, Joinville, Mayenne, Elbeuf, Aumale et Boves ; par sa baronnie de Joinville, il est sénéchal de Champagne.

### Une jeunesse française
La mère de Claude introduit alors son fils à la cour de France, où il fréquente son cousin le comte d'Angoulême, futur François Ier. Il passera une partie de sa jeunesse à la cour de France ; il sera ensuite naturalisé français en 1506 par lettre du roi Louis XII, mais les détracteurs des Guise au XVIe siècle, à cause de leurs liens familiaux, continueront à les tenir pour des étrangers. En effet, les membres de la maison de Guise, lorrains, comme les Rohan, bretons, les Savoie-Nemours, savoyards, puis plus tard les Grimaldi, monégasques, recevront à la cour les honneurs dus aux princes issus de maisons souveraines étrangères.
Claude de Lorraine épouse en 1513 Antoinette de Bourbon, fille de François de Bourbon-Vendôme et de Marie de Luxembourg, en présence du roi Louis XII.

### Compagnon d'armes deFrançoisIer
Lorsque François Ier accède au trône en 1515, Claude de Lorraine est nommé échanson du roi et entre dans son conseil. Lorsque le roi décide de partir en campagne en Italie, il s'adjoint les services de Claude, ainsi que de ses frères Antoine, duc de Lorraine et Jean, cardinal évêque de Metz. Ils participeront ainsi à la bataille de Marignan. Lors de cette fameuse bataille, Claude se conduit en héros et est grièvement blessé.
Le roi appuie alors le procès que la maison de Lorraine mène contre la maison de Rohan à propos de Guise : un règlement est trouvé, et le comté de Guise est attribué à Claude de Lorraine en 1520.
Claude de Lorraine est ensuite envoyé sur de nombreux fronts. En 1520, il combat les Anglais en Picardie puis accompagne Bonnivet combattre les Espagnols. Placé à la tête de 6 500 lansquenets, il fit montre d'une audace peu commune et met en déroute l'ennemi à Fontarrabie. Il combat ensuite les Anglais à plusieurs reprises dans le Nord de la France. Il s'illustre ainsi à Bapaume et à Hesdin, s'assurant une réputation d'excellent capitaine.
À la suite de la bataille de Pavie en 1525, François Ier est fait prisonnier ; pendant sa captivité, plusieurs personnalités se partagent le pouvoir, et Claude est conseiller militaire de Louise de Savoie, régente de France. Cette même année éclate la guerre des Paysans (ou révolte des Rustauds) dans le Saint-Empire, dont le duché de Lorraine est membre. Les insurgés pillent et occupent abbayes et monastères, et réclament un nouvel ordre social résumé par les XII Articles de Memmingen. L'insurrection qui se répand en Alsace, touche aussi le Westrich, notamment les fiefs ducaux du bailliage d'Allemagne. Pour éviter la diffusion à l'ensemble des terres ducales, Antoine de Lorraine fait appel à son frère, Claude, comte de Guise, et aux troupes françaises qui se trouvent sous ses ordres. Une puissante armée, composée de gentilshommes français attachés au comte de Guise, ainsi que de mercenaires venus de toute l'Europe, vient appuyer la petite armée lorraine, dans le but d'anéantir l'insurrection. Le 17 mai 1525, les paysans encerclés à Saverne, qui se sont rendus, sont massacrés par le corps expéditionnaire franco-ducal. Cet épisode sanglant valut à Claude de Lorraine le surnom de « Grand boucher ». Le 20 mai consécutif, les insurgés d'Alsace centrale sont écrasés à leur tour à Scherwiller.
À son retour de captivité, François Ier procède à une sévère épuration dans son entourage, écartant les Bourbons qui l'avaient trahi. Claude de Lorraine se rapproche du roi et celui-ci le remercie de sa fidélité en le nommant Grand Veneur en 1526 et en érigeant son comté de Guise en duché-pairie en 1527 ; il est également nommé gouverneur de Bourgogne. Ces faveurs peu ordinaires pour une personne qui n'était pas de la famille directe du roi soulevèrent des objections au Parlement, qui voyait d'un mauvais œil cette aliénation d'une partie des terres royales, mais il dut se plier à la volonté du monarque.
En 1536, Claude de Guise se porte au secours de Floranges, capturé par Philippe Ier de Nassau et enfermé à Péronne. Avec 400 hommes, il parvient à s'emparer de la forteresse et à délivrer le maréchal. Ce coup d'éclat valut une grande popularité au duc de Guise.

### Les Guise, une puissance montante
Conseiller efficace, Claude de Lorraine effectue de nombreux voyages diplomatiques en Europe, accompagnant le roi dans ses déplacements et ses batailles. Il accumule pendant ce temps les richesses dues aux cadeaux que lui accorde François Ier, terres et privilèges en tous genres. Sa fortune impressionne les grands du royaume. En 1539, quand Charles Quint traverse la France pour châtier les insurgés de Gand, il se porte à sa rencontre à Orléans accompagné de 400 hommes à cheval.
En 1539, François Ier souffre d'une grave maladie, et Claude, sans doute poussé par son frère le cardinal de Lorraine, prend le parti du dauphin Henri et de Diane de Poitiers. Le roi n'apprécie guère ce rapprochement et se méfie de la famille de Guise ; de plus, la double autorité de Claude sur la Champagne et sur la Bourgogne fait des jaloux, qui s'en plaignent au souverain. Celui-ci retire alors le gouvernorat de la Bourgogne au duc de Guise. En 1541, Charles Quint échoue devant Alger et reprend la guerre contre les Français. Charles d'Orléans, fils de François Ier, est à la tête d'une armée pour attaquer Luxembourg. Après la prise de Montmédy par les Français, le duc d'Orléans décide de rejoindre son frère le dauphin Henri au siège de Perpignan. Il laisse alors le commandement de l'armée à Claude de Lorraine, qui réussit à contenir l'ennemi. En 1544, l'armée de Charles Quint envahit la Champagne, s'emparant de Saint-Dizier et de Joinville, mais Claude préfère se retirer plutôt que d'affronter l'armée impériale sur ses terres.
À partir de cette époque, Claude de Lorraine abandonne les armes et c'est son fils aîné François qui reprend le flambeau. Claude fait alors construire à Joinville le château du Grand Jardin, pour s'y retirer paisiblement. Avec ses connaissances militaires, il transmet à son fils sa foi catholique intransigeante, et l'anti-protestantisme viscéral qu'il s'est forgé lors de la guerre des Paysans. Ce capital culturel lignager va constituer la colonne vertébrale idéologique et religieuse de la dynastie des Guise pendant les guerres de Religion.
À la mort de François Ier et à l'avènement d'Henri II en 1547, le nouveau roi veut s'allier la maison de Guise, mais préfère se reposer sur la jeune génération plutôt que de rappeler le vieux duc (qui a 51 ans). Il distribue donc les charges et les privilèges aux fils de Claude. Celui-ci s'éteint en avril 1550, en son château de Joinville. Il est enterré en grande pompe, et sa veuve fait édifier un somptueux tombeau, dessiné par le sculpteur italien Le Primatice et réalisé par Domenico del Barbieri.

## Un protecteur des arts

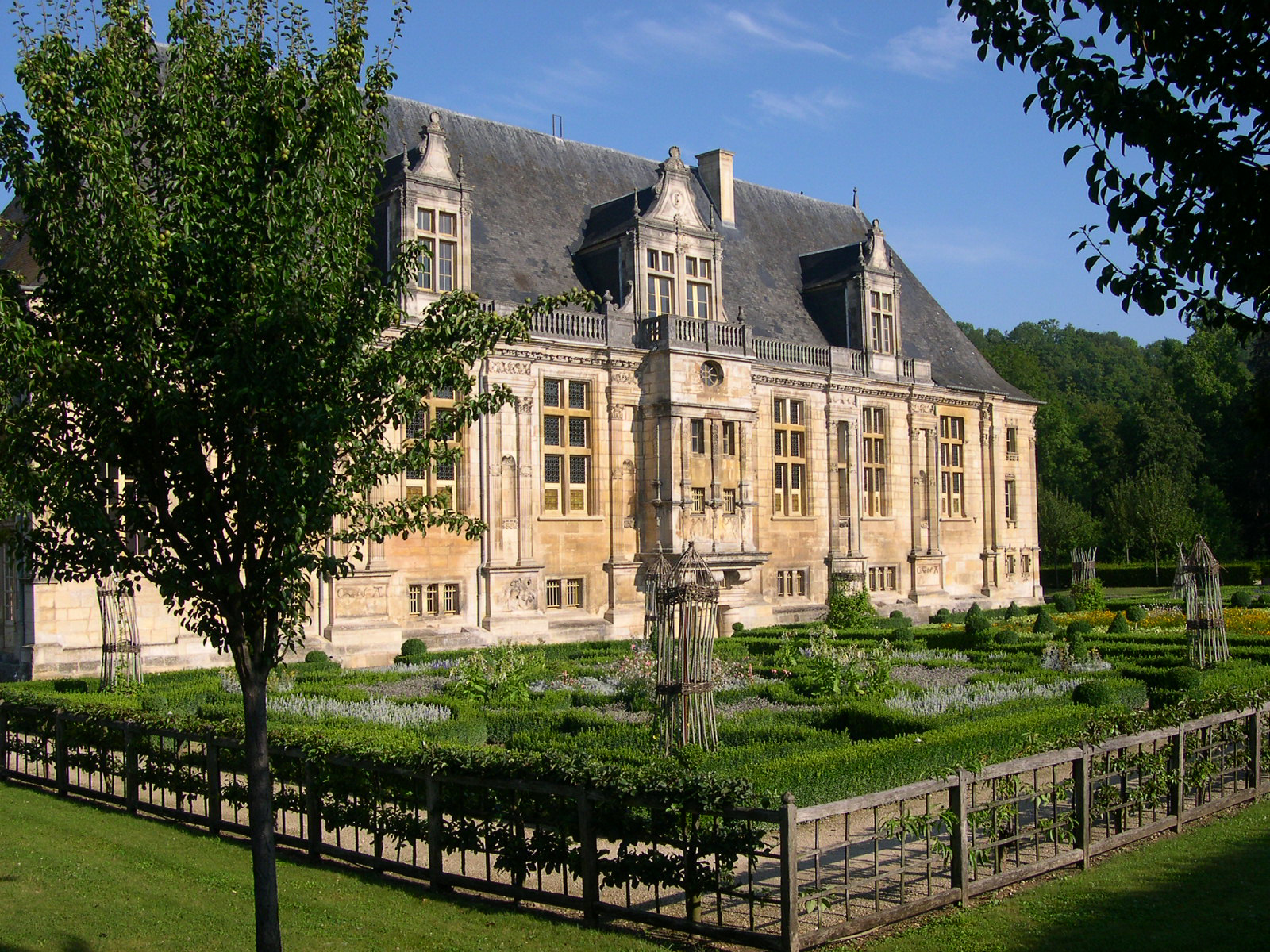
Le château du Grand Jardin à Joinville.

À l'instar de François Ier, Claude de Lorraine avait le goût des fastes et protégeait les artistes capable de faire briller sa maison. À Joinville, il entretient de nombreux musiciens, chantres et instrumentistes. Ceux-ci se produisaient lors des cérémonies religieuses et des fêtes données au château. Le duc de Guise envoya même des chantres comme cadeau au pape Clément VII. Claude de Lorraine appréciait également les gens de lettres. Clément Marot composa une ode au duc de Guise, et plusieurs autres poètes furent bénéficiaires de ses largesses. Le compositeur Pierre Cléreau composa sa messe-requiem.
Tout au long de ses campagnes en Italie, Claude de Lorraine fut impressionné par les chefs-d'œuvre des architectes de la Renaissance italienne. Il suivait en cela l'attitude de François Ier qui fit venir près de lui de nombreux artistes italiens. En 1546, le duc de Guise fait construire en contrebas de son château fort de Joinville le château du Grand Jardin, bâtiment de taille modeste, mais aux façades richement ornées de sculptures. Il est entouré de canaux qui traversent un jardin magnifique. Le poète Rémy Belleau le décrit ainsi dans la « Bergerie » : « Le plus beau et le plus accompli qu'on pourrait souhaiter, soit pour le complant d'arbres fruitiers, à pépin ou à noyau […] Bref, de tous les fruits qu'on saurait recouvrer en notre France, aux saisons ordonnées par la providence de ce grand Dieu, soit pour la beauté du parterre, orné de trois fontainettes d'eau vive qui sourd dans les flancs de ce rocher et qui fait un canal d'une toise et demie, passant à travers ce jardin, enrichi de compartiments, entrelacs, bordures, chiffres, armoiries, allées, clôtures, cabinets, labyrinthes, arceaux, arcades, et de tous les autres enrichissements que l'œil pourrait souhaiter ».

### Le tombeau de Claude de Lorraine et d’Antoinette de Bourbon
Pour son tombeau, sa veuve, Antoinette de Bourbon-Vendôme, fait élever dans l’église collégiale Saint-Laurent de Joinville, aujourd'hui détruite, un monument funéraire pour son époux et elle-même. Les dessins de l’ensemble et du détail des bas-reliefs furent fournis par Le Primatice. Ils sont aujourd'hui conservés au musée du Louvre.

## Une famille célèbre
En 1513, il se marie avec Antoinette de Bourbon (1494-1583), fille de François de Bourbon, duc de Vendôme, et de Marie de Luxembourg, comtesse de Saint-Pol, de Marle, de Soissons. Ils ont eu douze enfants :
1. Marie de Lorraine-Guise (1515-1560), mariée en 1534 avec Louis II d'Orléans († 1537), duc de Longueville, puis en 1538 avec Jacques V (° 1512 † 1542), roi d'Écosse (union dont est issue Marie Stuart, reine d'Écosse et épouse de François II),
2. François de Lorraine-Guise, 1er duc d'Aumale (du vivant de son père)[8], puis 2e duc de Guise (après la mort de son père), chef catholique, lieutenant général du royaume (1519-1563) ;
3. Louise de Lorraine-Guise (1520-1542), mariée en 1541 avec Charles II de Croÿ, duc d'Arschot († 1551) ;
4. Renée de Lorraine-Guise, abbesse de l'abbaye Saint-Pierre-les-Dames de Reims (1522-1602) ;
5. Charles de Lorraine-Guise, cardinal de Lorraine, archevêque de Reims, abbé de Cluny (1524-1574) ;
6. Claude de Lorraine-Guise, deuxième duc d'Aumale après son frère (1526-1573) ;
7. Louis de Lorraine-Guise, cardinal de Guise, évêque de Metz, archevêque de Sens (1527-1578) ;
8. Philippe de Lorraine-Guise (1529-1529) ;
9. Pierre de Lorraine-Guise (mort jeune en 1530) ;
10. Antoinette de Lorraine-Guise, abbesse de l'abbaye de Faremoutiers (1531-1561) ;
11. François de Lorraine-Guise (1534-1563) ;
12. René II de Lorraine-Guise, baron puis marquis d'Elbeuf (1536-1566).

Il a également un fils bâtard, prénommé Claude (1546-1612), qui devient abbé de Cluny à la mort de son demi-frère Charles.
Parmi leurs descendants, on compte :
- Marie Stuart, leur petite-fille, reine d'Écosse, puis reine consort de France ; mère de Jacques Ier, roi d'Angleterre, premier roi de la dynastie des Stuarts ;
- Henri dit « le Balafré », leur petit-fils, 3e duc de Guise, adversaire farouche d'Henri III, qui le fera assassiner en son château de Blois en 1588